# Fredric von Rettig
Pehr Fredric von Rettig (né le 12 janvier 1843 à Gävle, Suède – mort le 17 octobre 1914 à Piikkiö, Grand-duché de Finlande) est un homme d'affaires. 

## Biographie
Après avoir déménagé à Turku en 1867 , il travaille dans l'entreprise familiale et plus tard fonde une usine de cigarettes.
En 1903, il offre à la ville de Turku le bâtiment de la bibliothèque principale.
Fredric von Rettig repose au Cimetière de Turku.
Karl August Wrede est l'un de ses neveux.

## Reconnaissance
En 1883, Fredric Rettig  reçoit le titre de conseiller commercial. 
En 1898, Fredric Rettig est anobli et son nom de famille est alors précédé du préfixe "von",.